# تیروقلب
تیروقلب (نام علمی: Agrotis exclamationis) پروانه‌ای از خانواده شاپرکان جغدی (Noctuidae) است. این گونه برای نخستین بار توسط کارل لینه در ۱۷۵۸ نسخه دهم سامانه طبیعت توصیف شد. پروانه‌ای آشنا برای بسیاری، یکی از رایج‌ترین پروانه‌های منطقه اروپا به حساب می‌آید. در سراسر قلمرو پالئارکتیک از ایرلند تا ژاپن یافت می‌شود.

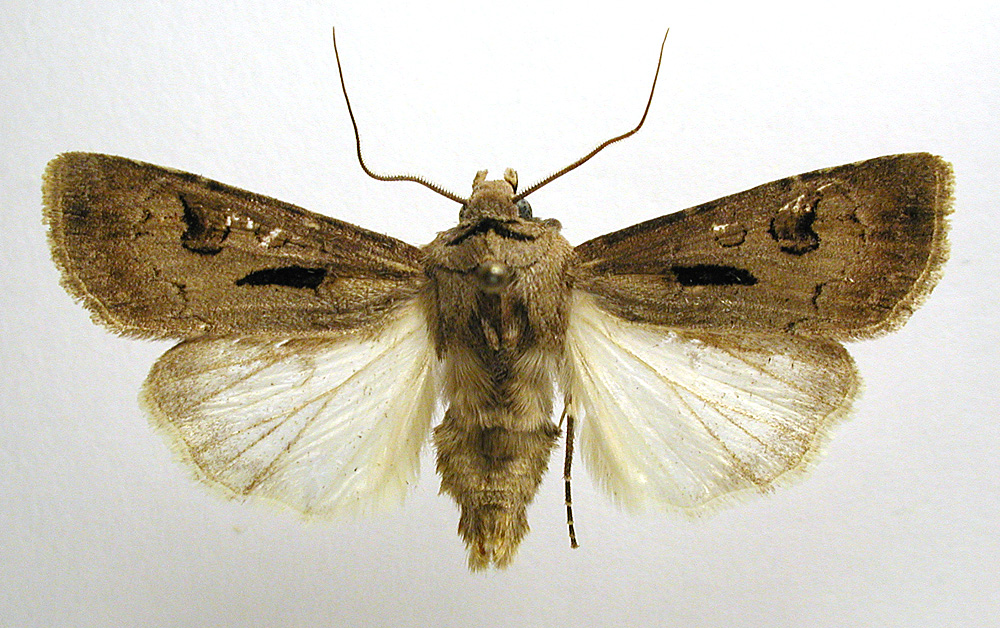
نصب‌شده

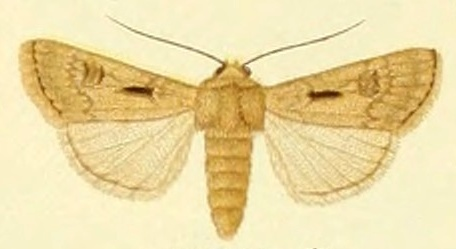
نر

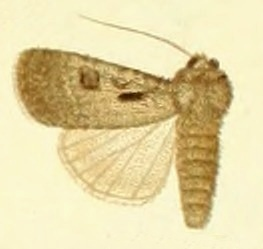
ماده